# Georges-Léonidas Dionne
Pour les articles homonymes, voir Dionne.
Georges-Léonidas Dionne (9 septembre 1876-11 avril 1946) fut un notaire et homme politique fédéral du Québec.

## Biographie
Né à Matane dans le Bas-Saint-Laurent, M. Dionne fit ses études au Séminaire de Rimouski et à l'Université Laval. Élu député du Parti libéral du Canada dans la circonscription de Matane en 1925, il fut réélu en 1926. Il fut défait par le conservateur Henri Larue en 1930 et par Arthur-Joseph Lapointe dans la nouvelle circonscription de Matapédia—Matane en 1935, alors qu'il était candidat du Parti de la reconstruction du Canada.